# Narnaul
Narnaul là một thành phố và là nơi đặt hội đồng đô thị (municipal council) của quận Mahendragarh thuộc bang Haryana, Ấn Độ.

## Địa lý
Narnaul có vị trí 28°02′B 76°07′Đ / 28,04°B 76,11°Đ Nó có độ cao trung bình là 298 mét (977 feet).

## Nhân khẩu
Theo điều tra dân số năm 2001 của Ấn Độ, Narnaul có dân số 62.091 người. Phái nam chiếm 53% tổng số dân và phái nữ chiếm 47%. Narnaul có tỷ lệ 68% biết đọc biết viết, cao hơn tỷ lệ trung bình toàn quốc là 59,5%: tỷ lệ cho phái nam là 76%, và tỷ lệ cho phái nữ là 58%. Tại Narnaul, 14% dân số nhỏ hơn 6 tuổi.